# 유럽 고속도로 125호선
유럽 고속도로 125호선(European Route E125)은 러시아의 이심에서 출발하여 카자흐스탄을 거쳐 투르크메니스탄의 토루갓 패스까지 이어주는 A클래스급 유럽 고속도로 노선망으로, 총 연장은 2,600 km이다. 주요 경유 국가는 러시아, 카자흐스탄, 투르크메니스탄 등 3개의 국가가 있고, 최종적으로 중화인민공화국까지 이어준다.

## 주요 경유지
- 러시아
  - 이심
- 카자흐스탄
  - 유럽 고속도로 38호선 : 페트로파블
  - 유럽 고속도로 016호선 : 아스타나
  - 유럽 고속도로 018호선 : 카라간다
  - 유럽 고속도로 40호선 : 알마티
- 키르기스스탄
  - 비슈케크 - 토루갓 패스 ( 키르기스스탄 -  중국 국경)

1. ↑  이 고개를 건너면 중국 국경으로 넘어온다.